# Kostel Božského Srdce Páně (Terezín)
Kostel Božského Srdce Páně v Terezíně je římskokatolický kostel zasvěcený Nejsvětějšímu Srdci Páně. Je filiálním kostelem farnosti Hovorany.

## Historie
Stavba kostela začala dne 28. září 1930 slavnostním položením a požehnáním základního kamene na místě, na kterém do té doby stávala kaple se zvonicí. Dne 26. září 1932 byl kostel slavnostně posvěcen tehdejším brněnským biskupem Mons. Josefem Kupkou. Roku 1943 byla v kostele instalována elektroinstalace a roku 1970 i vytápění.

## Exteriér
Kostel stojí uprostřed hřbitova. Před chrámem se kromě misijního kříže, vztyčeného na paměť svatých misií roku 1943 nachází také kamenný kříž, postavený na paměť místních obětí první světové války. Za kostelem stojí kaplička se soškou Panny Marie Bolestné, která byla požehnána dne 7. října 2012 P. Milanem Těžkým. Nedaleko chrámu se také nacházejí dvě kapličky, požehnané tehdejším generálním vikářem brněnské diecéze Mons. Jiřím Mikuláškem dne 22. června 2003. Jedna je zasvěcena Panně Marii Lurdské a ta druhá Božskému Srdci Páně.

## Odkazy

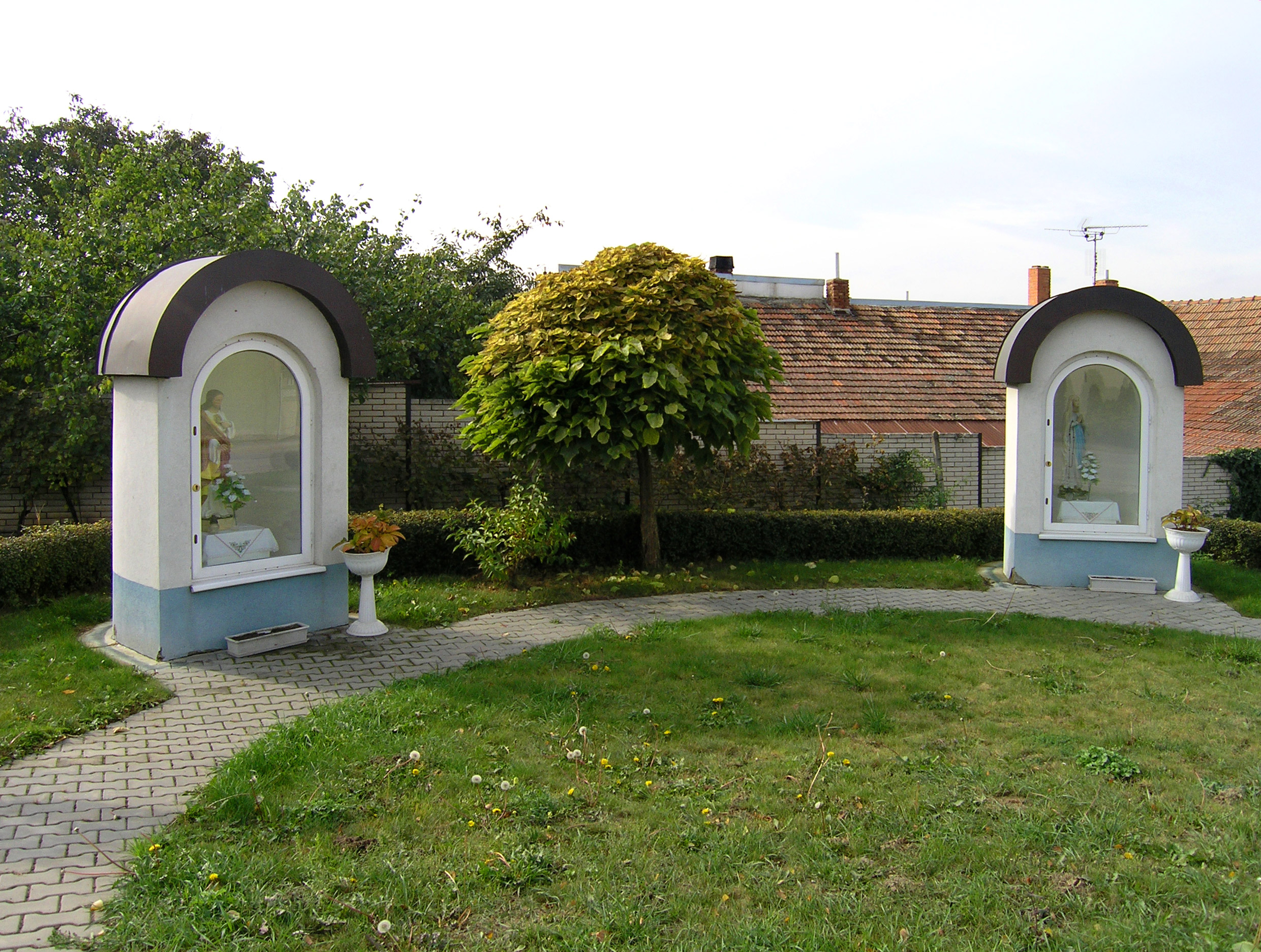
Kapličky pod kostelem